# Zsuzsa Czifra
Zsuzsa Czifra (* 25. September 1984) ist eine ungarische Badmintonspielerin. 

## Karriere
Zsuzsa Czifra wurde 2005 und 2006 nationale Meisterin in Ungarn, wobei sie beide Male im Damendoppel mit Csilla Fórián erfolgreich war.  Des Weiteren gewann sie von 2002 bis 2008 sieben ungarische Mannschaftstitel in Serie. Ein weiterer Mannschaftstitelgewinn folgte 2010.